# San Juan Evangelista Analco
San Juan Evangelista Analco là một đô thị thuộc bang Oaxaca, México. Năm 2005, dân số của đô thị này là 412 người.